# Ataque aéreo na escola Al-Falah
Em 17 de novembro de 2023, um ataque aéreo israelense bombardeou a Escola Al-Falah no bairro Al-Zaytoun da cidade, que estava sendo usada pela Agência das Nações Unidas para os Refugiados (UNRWA) como abrigo. Pelo menos 20 pessoas morreram no ataque, com vários ferimentos relatados.

## o evento
Um míssil israelense caiu sobre a Escola Al-Falah pela manhã, quando milhares de pessoas moravam na escola no momento do ataque.
Devido ao blecaute de comunicações na Faixa de Gaza na época, as equipes de resgate só tomaram conhecimento do ataque à escola no dia seguinte.